# Monoxid de diclor
Monoxidul de diclor (sau anhidrida hipocloroasă) este un compus anorganic cu formula moleculară Cl2O. La temperaturi normale, este un gaz de culoare galben-brună, solubil atât în apă cât și în solvenți organici. Este unul dintre numeroșii oxizi ai clorului, fiind anhidrida acidului hipocloros. Este un agent oxidant și de clorurare puternic.

## Proprietăți chimice
Monoxidul de diclor este ușor solubil în apă,  
unde formează un echilibru cu acidul hipocloros. Rata hidrolizei este destul de mică pentru a permite extragerea Cl2O cu solvenți organici, cum ar fi tetraclorura de carbon (CCl4),  dar constanta de echilibru în cele din urmă favorizează formarea acidului hipocloros. 
2 HOCl  Cl2O + H2O
K (0 °C) = 3,55·10-3 dm3/mol

### Cu compuși arnoganici
Monoxidul de diclor reacționează cu halogenuri de metale, eliberând Cl2 și formând oxihalogenuri: 
VOCl3 + Cl2O → VO2Cl + 2 Cl2
TiCl4 + Cl2O → TiOCI2 + 2 Cl2
SbCI5 + 2 CI2O → SbO2CI + 4 Cl2
Reacții asemănătoare au fost observate și la unele halogenuri anorganice: 
AsCl3 + 2 Cl2O → AsO2CI + 3 Cl2
NOCl + Cl2O → NO2Cl + Cl2

## Obținere
Cea mai timpurie metodă de obținere a compusului implica tratarea oxidului de mercur (II) cu clor gazos.  Totuși, această metodă era scumpă, și foarte periculoasă, din cauza riscului otrăvirii cu mercur.
{\displaystyle \mathrm {2Cl_{2}\ +\ 2HgO\longrightarrow \ HgCl_{2}\ +\ Cl_{2}O} }
O metodă mult mai sigură și mai convenabilă de producere este prin reacția clorului gazos cu carbonat de sodiu hidrat, la 20-30°C. 
{\displaystyle \mathrm {2Cl_{2}\ +\ 2Na_{2}CO_{3}\ +\ H_{2}O\longrightarrow \ Cl_{2}O\ +\ 2NaHCO_{3}\ +\ 2NaCl} }
{\displaystyle \mathrm {2Cl_{2}\ +\ 2NaHCO_{3}\longrightarrow \ Cl_{2}O\ +\ 2CO_{2}\ +\ 2NaCl\ +\ H_{2}O} }
Această reacție poate avea loc și în absența apei, dar are necesită încălzire la temperaturi cuprinse între 150-200°C. Din moment ce monoxidul de diclor este instabil la aceste temperaturi , trebuie să fie îndepărtat încontinuu pentru a se preveni descompunerea termică.
{\displaystyle \mathrm {2Cl_{2}\ +\ Na_{2}CO_{3}\longrightarrow \ Cl_{2}O\ +\ CO_{2}\ +\ 2NaCl} }
De asemenea, monoxidul de diclor poate fi obținut prin reacția dintre hipocloritul de calciu și dioxidul de carbon:
{\displaystyle \mathrm {Ca(ClO)_{2}\ +\ CO_{2}\longrightarrow \ CaCO_{3}\ +\ Cl_{2}O} }